# Nabón (canton)
Nabón est un canton d'Équateur situé dans la province d'Azuay.